# Gottschelia maxima
Gottschelia maxima är en bladmossart som först beskrevs av Franz Stephani, och fick sitt nu gällande namn av Riclef Grolle. Gottschelia maxima ingår i släktet Gottschelia och familjen Scapaniaceae. Inga underarter finns listade i Catalogue of Life.